# Trass
Trass – miejscowa nazwa dla wulkanicznego tufu występującego w rejonie gór Eifel. Jest to skała koloru szarego lub kremowego, ze względu na skład może być uznawana za tuf trachitowy. Zmieszana z wapieniem i piaskiem lub z cementem portlandzkim często używana jest do celów budowlanych.

## Zobacz
- pucolana
- pumeks